# Bernini (stacja metra)
Bernini M1 - stacja turyńskiego metra położona pod Corso Francia i Piazza Bernini na zachodnich obrzeżach śródmieścia Turynu. Możliwość przesiadki na linię tramwajową 16 oraz autobusową 65. 